# 圣瓦利埃
圣瓦利埃（法語：Sainte-Valière，法語發音：[sɛ̃t valjɛʁ] ⓘ）是法国奥德省的一个市镇，属于纳博讷区。

## 地理
圣瓦利埃（43°16'21"N, 2°50'30"E）面积6.39 平方千米，位于法国奧克西塔尼大區奥德省，该省份为法国南部沿海省份，北起塔恩省，西北接上加龙省，西接阿列日省，南至东比利牛斯省，东临地中海，东北与埃罗省接壤。
与圣瓦利埃接壤的市镇（或旧市镇、城区）包括：比兹米内尔瓦、日内斯塔斯、马亚克、帕拉扎、普佐尔米内尔瓦、米内尔瓦地区旺特纳克。

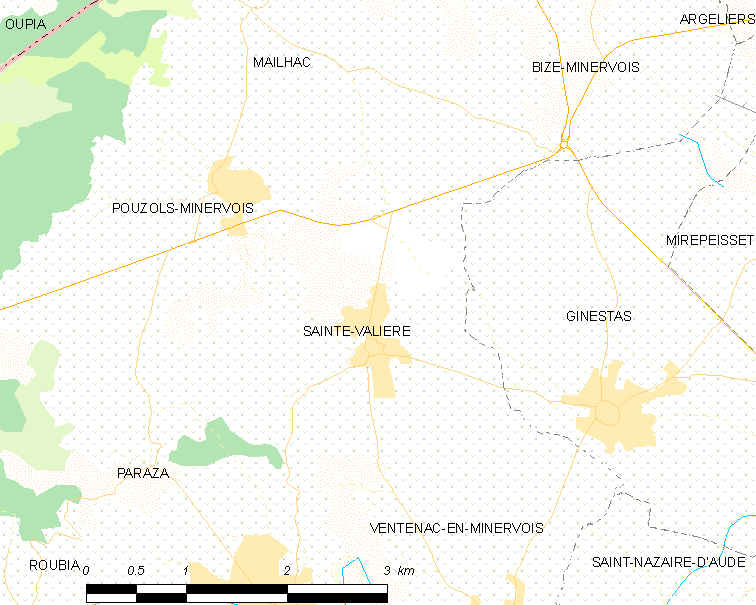
圣瓦利埃的OSM定位图

圣瓦利埃的时区为UTC+01:00、UTC+02:00（夏令时）。

## 行政
圣瓦利埃的邮政编码为11120，INSEE市镇编码为11366。

## 政治
圣瓦利埃所属的省级选区为南密涅瓦县。

## 人口

1962-2008年间圣瓦利埃人口变化图示

圣瓦利埃于2022年1月1日时的人口数量为524人。